# ETOPS
Unter ETOPS (laut ICAO seit 2012 auch EDTO, siehe Abschnitt „Akronym“) werden in der Luftfahrt Regularien zusammengefasst, die es Fluggesellschaften erlauben, für einen Flug eine Route näher an der kürzesten Verbindungslinie zu planen, als es die Standard-Sicherheitsregeln zum Erreichen eines Ausweichflughafens zulassen. Die Regularien werden von den Luftfahrtbehörden FAA, ICAO und EASA festgelegt.

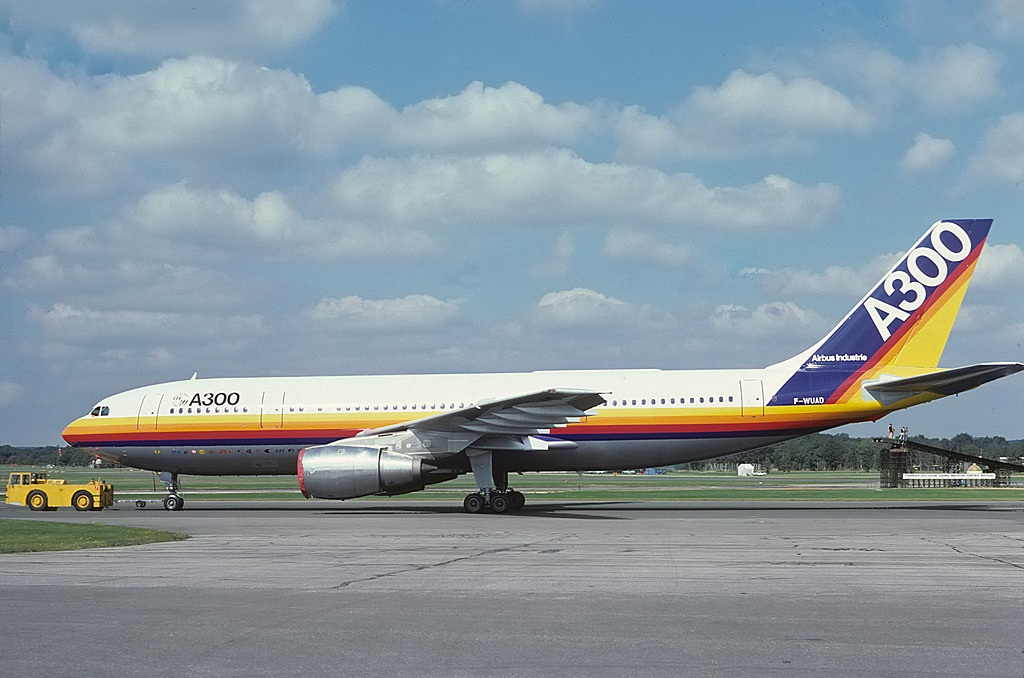
Der Airbus A300B4 erfüllte ETOPS-Regeln ab 1977

Seit 1976 durfte der Airbus A300, ein nur zweistrahliges Großraumflugzeug, im Nordatlantik und im Indischen Ozean unter einer ICAO 90-Minuten-Regel fliegen.:14 Ab 1985 galten die neuen ETOPS Regeln für Twinjets, mit ETOPS 90, ab Februar für TWA mit Boeing 767 und im Juni für Singapore Airlines mit der Langstreckenvariante Airbus A310, die darauf auch von Pan Am auf der Nordatlantikroute eingesetzt wurde. In den Folgejahren wurden Twinjets mit bestimmten Triebwerken für 120 oder 180 Minuten zertifiziert und konnten den Trijets und Quadjets mit Kostenvorteilen zahlreiche Flugrouten abnehmen.

## Überblick

ETOPS-Flugplan und Nicht-ETOPS-Flugplan im Vergleich

Erster ETOPS-Flug einer Airbus-Maschine war 1986 ein Airbus A310 der Pan Am über den Atlantik

Nach den Standardregeln (also ohne Berücksichtigung von ETOPS) dürfen Flugrouten einen Höchstabstand zum nächsten Ausweichflughafen nicht überschreiten. Dieser Abstand wird in Flugminuten gemessen. Damit soll erreicht werden, dass bei einem Triebwerksausfall immer noch ein Ausweichflughafen sicher erreicht werden kann. Die ETOPS-Regularien geben nun die Möglichkeit, diese Zeit zum Ausweichflughafen zu „verlängern“, so dass Fluggesellschaften die Route des Fluges verkürzen können. Um dennoch eine hohe Sicherheit für den Flug gewährleisten zu können, werden mit den ETOPS-Vorschriften strenge Anforderungen an die Konstruktion der Flugzeuge und der Triebwerke, an die Wartung der Flugzeuge, die Flugvorbereitung und die Flugdurchführung gestellt.
Ziel der ETOPS-Vorschriften ist es, durch technische Vorschriften und prozedurale Vorgaben die Triebwerks-Ausfallwahrscheinlichkeit zu minimieren sowie sicherzustellen, dass im Falle eines Triebwerksausfalls noch ausreichend Sicherheitsreserven verbleiben.:33 Dabei wird ausschließlich der Fall eines Triebwerksausfalls betrachtet. Andere Gründe für eine Kursänderung oder eine vorzeitige Landung (beispielsweise Druckabfall, medizinischer Notfall, Wetter) werden zwar statistisch erfasst, haben aber keine Auswirkungen auf die Festlegung und Anwendung der ETOPS-Vorschriften.:15
Eine ETOPS-Zertifizierung benötigen sowohl Fluggesellschaften als auch die Flugzeugtypen.
Dabei müssen Fluggesellschaften spezielle ETOPS-Sicherheitsstandards sowohl in der Flugzeugwartung als auch in Flugplanung und -durchführung nachweisen. Flugzeugtypen werden immer zusammen mit dem entsprechenden Triebwerksmodell zertifiziert; ein Flugzeugtyp mit mehreren Triebwerksalternativen benötigt folglich auch mehrere ETOPS-Zertifizierungen. Nur wenn sowohl die Fluggesellschaft als auch die Flugzeug-Triebwerks-Kombination über eine gültige ETOPS-Zulassung verfügen, kann ein Flug nach ETOPS-Regeln durchgeführt werden, sonst nicht.
Flüge nach ETOPS-Regeln sind weniger umweltschädlich und wirtschaftlicher, weil sie weniger Kerosin verbrauchen, und attraktiver für den Fluggast, weil damit eine kürzere Reisezeit verbunden ist.
In der Anfangszeit von ETOPS wurden nur diejenigen Flugzeugtypen betrachtet, die über zwei Triebwerke verfügten. Für Flugzeugtypen mit mehr Triebwerken, die zu dieser Zeit zugelassen wurden (beispielsweise Airbus A340), brauchten keine Höchstabstände zu Ausweichflughäfen eingehalten zu werden; für sie konnte die Route frei gewählt werden. Diese Möglichkeiten bleiben für diese Flugzeugtypen weiterhin bestehen (Bestandsschutz). Flugzeugtypen mit mehr als zwei Triebwerken, die nach 2007 zugelassen wurden, fallen jedoch unter die ETOPS-Regularien und müssen das ETOPS-Zulassungsverfahren durchlaufen (Beispiel: Boeing 747-8).

## Akronym
Mittlerweile muss „ETOPS“ als eigenständiger Begriff betrachtet werden, ohne dass es eine klare Definition für die einzelnen Buchstaben gibt. Es gab im Laufe der Zeit viele Varianten, den einzelnen Buchstaben eine Bedeutung zu geben. Diese Interpretationen haben sich im Laufe der Zeit immer wieder geändert; letztlich durchgesetzt hat sich jedoch keine davon. Lediglich das Akronym „ETOPS“ selbst hat sich gehalten. Varianten zur Ausformulierung waren:
| Interpretation                                                   | verwendet von  | Bemerkung     | Quelle            |
| ---------------------------------------------------------------- | -------------- | ------------- | ----------------- |
| Extended-range Twin-engine Operation(al) Performance Standards   | ICAO           |               | :104              |
| Extended-range Twin Operations                                   | ICAO           |               | [ 6 ] [ 8 ] [ 9 ] |
| Extended-range Operations with Two-engine Airplanes              | FAA            |               | :104              |
| Extended Range Operations by Turbine-Engine Aeroplanes           | ICAO           |               | [ 10 ]            |
| Extended Range Operations by Aeroplanes with Two Turbine Engines | ICAO           |               | :104              |
| Extended Range Operations                                        | FAA, ICAO      | FAA bis 1985  | :104              |
| Extended Twin-Engine Operations                                  | Lufthansa, FAA | FAA 1985–2007 | [ 11 ]            |
| Extended Operations                                              | FAA            | seit 2007     | :104              |

### Andere Akronyme
Im gleichen Zusammenhang gibt es weitere Akronyme:
EROPS (Extended Range Operations)
Wird synonym mit ETOPS verwendet und hat zusätzlich einige der (passenden) Bedeutungen aus der obigen Tabelle.
LROPS (Long Range Operational Performance Standards)
Dieses Akronym wurde von Airbus erstmals verwendet, als „ETOPS“ noch ausschließlich für Flugzeuge mit zwei Triebwerken galt, um Flugzeuge mit mehr Triebwerken in die Regularien einzubeziehen. Die EASA hat diese Terminologie übernommen.
EDTO (Extended Diversion Time Operations)
Die ICAO hat 2012 mit der Übernahme der Flugzeuge mit mehr als zwei Triebwerken in die Regularien das neue Akronym „EDTO“ eingeführt. Dieses Akronym soll sich langsam durchsetzen; die Verwendung von „ETOPS“ ist nach wie vor zulässig, und Dokumente mit der Bezeichnung „ETOPS“ behalten weiterhin ihre Gültigkeit.:13

### Scherzhafte Interpretationen
Für zwei dieser Akronyme gibt es scherzhafte Interpretationen, die durchaus populär wurden. Darunter finden sich:
ETOPS
- Engines Turn(ing) Or Passengers Swim(ming):104 (dt.: Triebwerke drehen [sich] oder Passagiere schwimmen)
- Engines Turn(ing) Or Parcels Sink(ing) (dt.: Triebwerke drehen [sich] oder Pakete versinken), eine Abwandlung für Frachtflüge

EROPS
- Engines Run(ning) Or Passengers Swim(ming):104 (dt.: Triebwerke laufen oder Passagiere schwimmen)
- Engines Run(ning) Or Pilots Swim(ming):104 (dt.: Triebwerke laufen oder Piloten schwimmen)

## Regularien

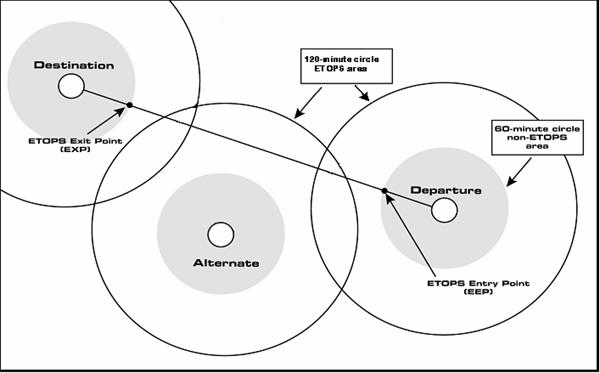
Vergleich der FAA-Standardregel mit ETOPS-120

Zunächst einmal muss betont werden, dass ETOPS eine Erweiterung der Möglichkeiten für Fluggesellschaften darstellt. Gilt ETOPS nicht, dann gelten die strengeren 60- bzw. 90-Minuten-Regeln.
Es wird immer wieder kolportiert, dass ETOPS nur über Meeren oder Wüsten gelten würden. Das ist nur indirekt und nur teilweise zutreffend. Tatsächlich werden in den offiziellen Regelungen keinerlei Angaben gemacht, welcher Art die überflogene Erdoberfläche ist. Lediglich die Entfernung zum nächsten passenden Flughafen ist ausschlaggebend. Allerdings ist in dicht besiedelten Räumen die Flughafendichte größer, so dass dort ETOPS seltener zur Anwendung kommt, während in anderen Regionen, die eine deutlich geringere Flughafendichte aufweisen, die ETOPS-Regeln eher zum Tragen kommen.

### Allgemeines
Der Höchstabstand zum nächsten Ausweichflughafen, den die Flugrouten einhalten müssen, wird in Flugminuten gemessen. Die FAA fordert dabei 60 Minuten für Zweistrahler sowie 180 Minuten für Drei- und Vierstrahler mit durch einen Triebwerksausfall reduzierter Leistung. Die ICAO und die EASA fordern 90 Minuten für alle turbinengetriebenen Flugzeuge, unabhängig von der Zahl ihrer Triebwerke und mit voller Leistung aller Triebwerke.:18 Details zur Berechnung der Flugminuten siehe Abschnitt „Begriffe“.
Mit einer ETOPS-Zertifizierung kann dieser Abstand vergrößert und damit die Flugroute verkürzt werden. Um eine solche Zertifizierung zu bekommen, müssen die Flugzeug- und Triebwerkshersteller bereits bei der Konstruktion besondere technische Sicherheitsbestimmungen umsetzen, und die Fluggesellschaften nachweisen können, dass sie besondere Prozeduren für die Wartung, die Flugplanung und -durchführung haben und umsetzen.
Das Konzept von ETOPS ist es, einerseits die Ausfallwahrscheinlichkeit von Triebwerken sowohl durch konstruktive Maßnahmen als auch durch besondere Vorkehrungen in der Wartung zu minimieren, andererseits im Falle eines Defektes durch geeignete konstruktive Vorkehrungen noch ausreichend Sicherheitsreserven zu haben, sowie den Piloten Richtlinien an die Hand zu geben, mit denen ein Triebwerksausfall bereits bei der Flugplanung berücksichtigt wird und sie während des Fluges richtig reagieren können.:33
ETOPS betrachtet dabei nur den Fall eines Triebwerksausfalles. Für andere Arten von Zwischenfällen gibt es spezielle Vorschriften, die den jeweiligen Typ von Zwischenfall besonders berücksichtigen.
Wird die Flugroute „direkter“, ist sie damit kürzer. Es wird daher weniger Kerosin verbraucht und folglich sowohl die Umwelt weniger belastet als auch der Flug wirtschaftlicher. Sollte in bestimmten Regionen ein Flughafen dauerhaft geschlossen werden, kann es sein, dass trotz ETOPS-Zulassung bestimmte Flugverbindungen gestrichen werden müssen.
Die Regeln, die die Regulierungsbehörden bzw. -organisationen herausgeben, unterscheiden sich im Detail. Beispielsweise fordert die FAA, dass bei ETOPS ein Defibrillator mitgeführt wird, die EASA nicht. Auch die Terminologie unterscheidet sich erheblich, abhängig davon, welche Luftfahrtbehörde sie benutzt. Die FAA hat den Begriff ETOPS seit 2007 auf alle Flugzeuge, unabhängig von der Anzahl der Triebwerke, ausgedehnt, die ICAO nennt das Gleiche seit 2012 EDTO, und die EASA meint mit ETOPS nur die Regeln für Flugzeuge mit zwei Triebwerken; für die anderen Flugzeuge wird das Akronym LROPS verwendet.:12 Und während die FAA bestimmte Voraussetzungen für die Flughafenfeuerwehr fordert, fehlen diese Voraussetzungen in den Vorschriften der EASA.:69 Ebenso die Anwendung auf Frachtflüge: Die FAA-Regeln gelten nur für Passagierflüge, während die ICAO die Regeln sowohl auf Passagierflüge als auch auf Frachtflüge anwenden will.:9 Das sind nur einige Beispiele für die zahlreichen Unterschiede in den Details der ETOPS-Regularien.
Die ETOPS-Zulassung erfolgt in zwei unabhängigen Stufen. In der ersten Stufe wird das Flugzeug zusammen mit dem Triebwerksmodell geprüft und bekommt seine Musterzulassung („Type Design Assessment“). Diese wird üblicherweise vom Hersteller des Flugzeugs beantragt. In der zweiten Stufe muss die Fluggesellschaft eine Genehmigung für die Durchführung von Flügen nach ETOPS beantragen und die Dokumente und Prozesse („Operational Approval“) nachweisen (siehe unten in den Abschnitten „für die Wartung“ und „für die Flugplanung“). Nur eine Fluggesellschaft mit gültiger Genehmigung kann mit einem Flugzeugtyp mit gültiger Zulassung einen Flug nach ETOPS-Regeln durchführen.:6
Für die Zulassung und Überwachung der Fluggesellschaft ist die nationale Luftfahrtbehörde zuständig.:6

### Begriffe
Flugzeit

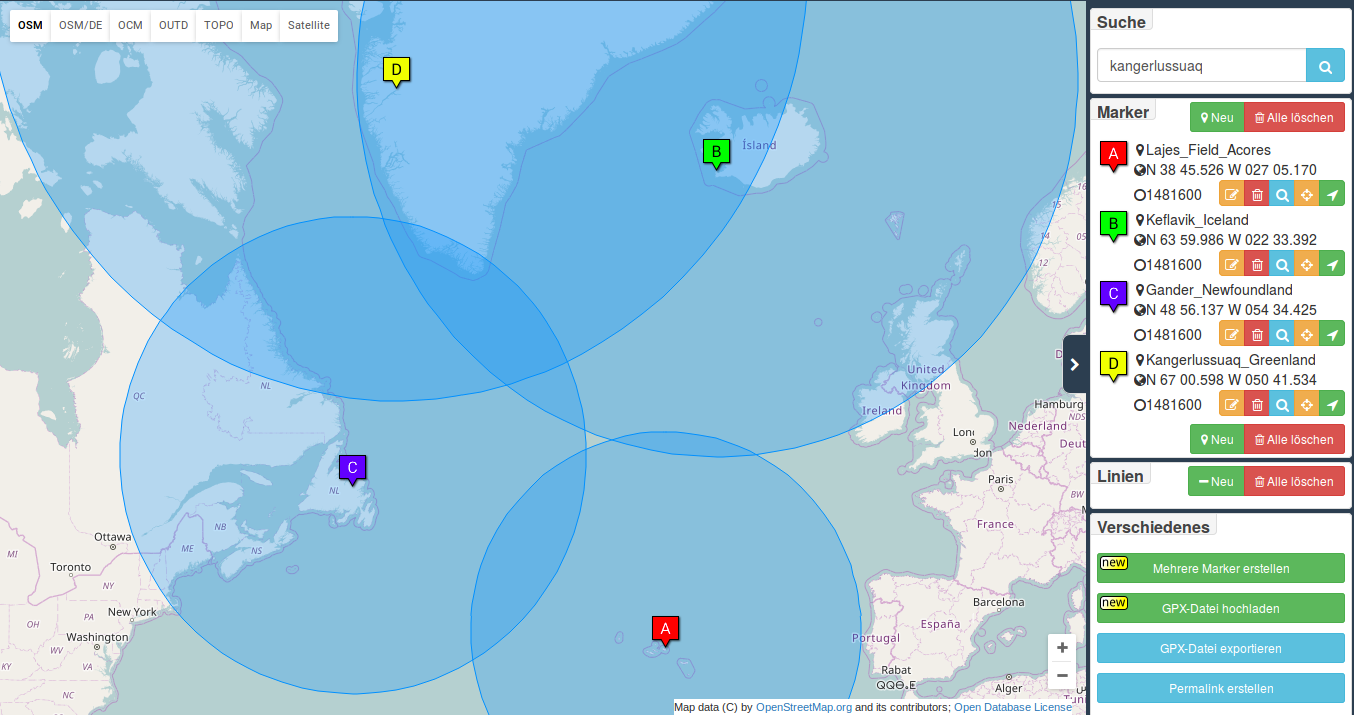
Die ETOPS-120-Radien um Keflavík (KEF), Kangerlussuaq (SFJ), Lajes/Terceira (TER) und Gander (YQX). Die im Norden scheinbar größeren Radien sind ein Artefakt der Kartenprojektion

Die Einheit für ETOPS ist Flugminuten. Es wird für jeden geplanten Ausweichflughafen die Flugzeit gemessen, die benötigt wird, um diesen Flughafen zu erreichen, wenn an der ungünstigsten (zu diesem Flughafen am weitesten entfernten) Stelle der Flugroute ein Triebwerk ausfällt. Dabei ist zu berücksichtigen, dass in diesem Fall weder die wirtschaftlichste Flughöhe noch die Fluggeschwindigkeit gehalten werden kann; es muss niedriger und langsamer geflogen werden. Damit erhöht sich der Luftwiderstand und der Treibstoffverbrauch steigt. Unter anderem umfassen die ETOPS-Vorschriften deswegen erhöhte Treibstoffreserven.
Dieser Zusammenhang zwischen der Entfernung zum Ausweichflughafen und der benötigten Zeit mit verringerter Leistung wird für jeden Flugzeugtyp individuell ermittelt. Flugzeugtypen mit Mantelstromtriebwerk haben dennoch vergleichbare Flugeigenschaften, so dass für die Umrechnung von Flugminuten in Entfernung die Faustregel angenommen werden kann: eine Stunde entspricht etwa 400 NM (ungefähr 741 km).:43 :65
Genehmigungen nach ETOPS werden in Einheiten zu 75, 90, 120, 138, 180, 207, 240, 330 und 370 Minuten erteilt. Die „krummen“ Zahlen von 138 und 207 Minuten kommen zustande, indem die nächstniedrigere Einheit plus 15 % berechnet wird, siehe Renard-Serie.
Die 138-Minuten-Grenze wird für den Atlantik benötigt, die 207-Minuten-Grenze für den Pazifik. Mit Limits von 120 Minuten bliebe auf dem Atlantik noch eine kleine „Tabuzone“ übrig, die mit ETOPS-138 beflogen werden könnte, ohne auf (teurere) Flugzeugtypen zurückgreifen zu müssen, die für eine 180-Minuten-Grenze zugelassen sind. Für den Pazifik ist die 207-Minuten-Grenze insbesondere interessant, falls einer der Ausweichflughäfen vorübergehend geschlossen werden würde. Beide Werte waren nur von vorübergehender Bedeutung; mittlerweile wird in diesen Regionen mit Flugzeugtypen geflogen, die ETOPS-Zulassungen mit höheren Werten aufweisen. Die FAA hat diese 15-Prozent-Regelung aus ihrem Regelwerk im Jahre 2007 entfernt.:1810
Ausweichflughafen
Vor jedem Flug müssen die passenden Ausweichflughäfen ermittelt werden. Dabei müssen die Flughafeneigenschaften wie Landebahnlänge und -tragfähigkeit zu dem geflogenen Flugzeugtyp und dessen Beladung passen. Nach den Regeln der FAA muss die Flughafenfeuerwehr speziellen ETOPS-Kriterien genügen.:69 Als Ausweichflughafen können auch Militärbasen der US-Luftstreitkräfte benutzt werden.

### ETOPS für Flugzeuge

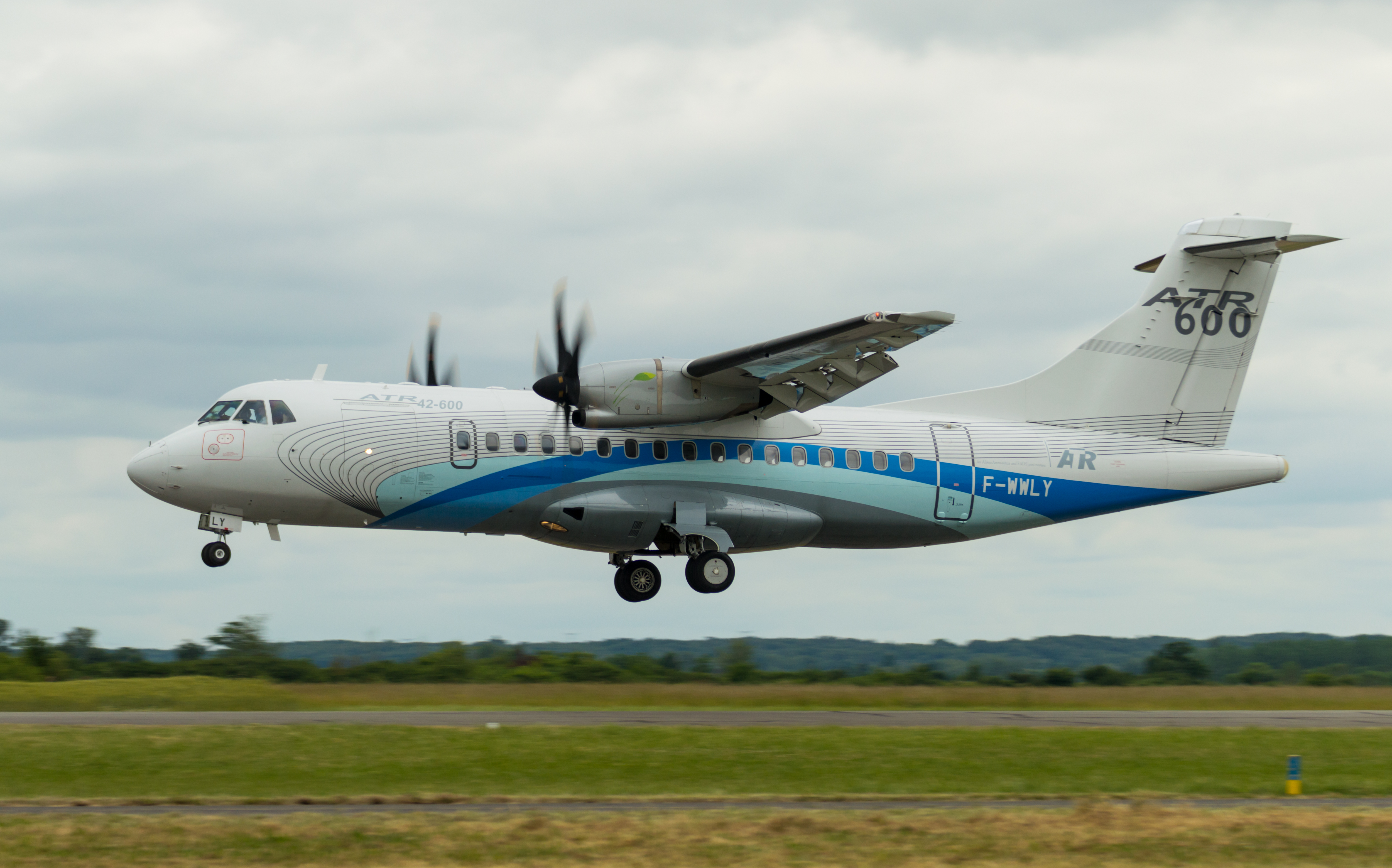
Eine ATR 42, ein Flugzeugtyp mit ETOPS-120-Zulassung

ETOPS-Zulassungen können nur turbinengetriebene Flugzeuge erhalten,:1808 kolbenmotorgetriebene Flugzeuge sind ausgeschlossen. Sowohl Turbinen-Strahltriebwerke als auch Turboprop-Triebwerke sind prinzipiell zulässig. Beispielsweise haben die Flugzeugtypen ATR 42 und ATR 72 ETOPS-Zulassungen von 120 Minuten. Nach EASA können Geschäftsreiseflugzeuge ETOPS-Zulassungen erhalten, nach FAA nicht.
In Bezug auf den Zweck der Flüge gibt es Unterschiede in den Regularien der FAA und der ICAO. Die FAA beschränkt die Gültigkeit von ETOPS-Regeln auf Passagierflüge, während die ICAO die Regeln sowohl auf Passagierflüge als auch auf Frachtflüge anwenden will.:9
ETOPS sind grundsätzlich Regularien für den zivilen Luftverkehr. Flüge der nationalen Luftstreitkräfte sind sowohl von der strengen 60-Minuten-Regelung als auch von den ETOPS-Erweiterungen ausgenommen. Allerdings sind ähnliche Regelungen in den Dienstvorschriften und den internen Sicherheitsbestimmungen zu finden. Im militärischen Kontext ist die Möglichkeit zur Luftbetankung verfügbar und damit eine theoretisch unendliche Reichweite.
| Flugzeugtyp             | Anzahl Triebwerke | ETOPS-Zeit nach FAA (min) | ETOPS-Zeit nach ICAO (min) | ETOPS-Zeit nach EASA (min) | Bemerkungen                      |
| ----------------------- | ----------------- | ------------------------- | -------------------------- | -------------------------- | -------------------------------- |
| ATR 42                  | 2 PW127           | k. A.                     | k. A.                      | 120                        | nur Varianten -500 und -600      |
| ATR 72                  | 2 PW127           | k. A.                     | k. A.                      | 120                        | nur Varianten -500 und -600      |
| Airbus A300-600         | 2 (alle)          | k. A.                     | 180:89                     | 180                        | nur Variante -600                |
| Airbus A310             | 2 (alle)          | k. A.                     | 180:89                     | 180                        | alle Varianten                   |
| Airbus-A320-Familie     | 2 (alle)          | k. A.                     | 180:89                     | k. A.                      | alle Varianten                   |
| Airbus A320neo          | 2 (alle)          | 180                       | k. A.                      | 180                        | alle Varianten                   |
| Airbus A330             | 2 (alle)          | k. A.                     | >180:89                    | 240                        | alle Passagier-Varianten         |
| Airbus A330-200F        | 2 (alle)          | k. A.                     | 180:89                     | k. A.                      | Fracht-Variante                  |
| Airbus A340-200/-300    | 4 CFM56-5C        | k. A.                     | frei:5                     | k. A.                      | 260 min Feuerunterdrückung:90    |
| Airbus A340-500/-600    | 4 RR Trent 500    | k. A.                     | frei:5                     | k. A.                      | 285 min Feuerunterdrückung:90    |
| Airbus A350             | 2 RR Trent XWB    | 300                       | >180:89                    | 370                        | alle Varianten                   |
| Airbus A380             | 4 (alle)          |                           | frei:5                     | k. A.                      | 240 min Feuerunterdrückung:90    |
| Boeing 737-200          | 2 JT8D            | k. A.                     | 120:14                     | k. A.                      | nicht Variante -100              |
| Boeing 737 classic      | 2 CFM56-3         | k. A.                     | 120:14                     | k. A.                      | Varianten -300, -400, -500       |
| Boeing 737 NG           | 2 CFM56-7         | k. A.                     | 180:91                     | k. A.                      | Varianten -600, -700, -800, -900 |
| Boeing 737MAX           | 2 CFM LEAP        | 180                       | k. A.                      | 180                        | alle Varianten                   |
| Boeing 747-400          | 4 (alle)          | k. A.                     | frei:5                     | k. A.                      |                                  |
| Boeing 747-8I           | 4 GEnx-2B         | 330                       | >180:91                    | k. A.                      |                                  |
| Boeing 757              | 2 (alle)          | k. A.                     | 180:91                     | k. A.                      | alle Varianten                   |
| Boeing 767              | 2 (alle)          | k. A.                     | 180:91                     | k. A.                      | alle Varianten                   |
| Boeing 777              | 2 (alle)          | 330                       | >180:91                    | k. A.                      | Varianten -200ER, -200LR -300ER  |
| Boeing 777 F            | 2 GE90            | 330                       | >180:91                    | k. A.                      | 777 Freighter                    |
| Boeing 777-300          | 2 (alle)          | k. A.                     | 180:91                     | k. A.                      | nur 777-300                      |
| Boeing 787              | 2 (alle)          | 330                       | >180:91                    | k. A.                      | alle Varianten                   |
| Bombardier Global 5000  | 2 RR BR710        | k. A.                     | k. A.                      | 180                        | Geschäftsreiseflugzeug           |
| Embraer Lineage 1000    | 2 GE CF34         | k. A.                     | k. A.                      | 120                        | Geschäftsreiseflugzeug           |
| Lockheed TriStar        | 3 RR RB211        | k. A.                     | frei:5                     | k. A.                      |                                  |
| McDonnell Douglas DC-10 | 3 (alle)          | k. A.                     | frei:5                     | k. A.                      |                                  |
| McDonnell Douglas MD-11 | 3 (alle)          | k. A.                     | frei:5                     | k. A.                      |                                  |
| McDonnell Douglas MD-80 | 2 JT8D            | k. A.                     | 120:14                     | k. A.                      |                                  |

Erläuterung:
- (alle) = alle Triebwerksvarianten haben gleiche Zulassung
- >180 = „beyond 180 minutes“
- k. A. = keine Angaben vorhanden
- frei = keine ETOPS-Zertifizierung erforderlich (freie Wahl der Route)

### ETOPS für die Wartung
Die ETOPS-Vorschriften regeln ebenso die Wartungsaktivitäten für eine Fluggesellschaft. Dabei werden alle ETOPS-kritischen Komponenten und Aktivitäten identifiziert, die Vorgehensweise und die Verantwortlichkeiten festgelegt und in einem Wartungsprogramm niedergeschrieben. Dieses Wartungsprogramm wird von der verantwortlichen Luftfahrtbehörde kontrolliert und freigegeben. Nun müssen alle Wartungsmaßnahmen an Flugzeugen, die für ETOPS-Flüge benutzt werden, im Einklang mit diesem Wartungsprogramm stattfinden.
Ziel der Vorschriften ist es, das Risiko eines Triebwerksausfalles auf einem niedrigen konstanten Wert zu halten, selbst wenn sich die ETOPS-Zeiten immer weiter verlängern.
Dabei können Vorgaben und Dokumente der Flugzeug- und Triebwerkshersteller für die eigene Dokumentation konsultiert und übernommen werden.:29
Formal gelten Vorgaben für ETOPS-relevante Wartung nur für Flugzeuge mit zwei Triebwerken.:6
Beispiele für solche Vorgaben sind:
- Der Ölverbrauch eines Triebwerks sollte nicht nur ausgeglichen, sondern stattdessen protokolliert und analysiert werden. Diese Informationen sind die Grundlage zur Überwachung und Bewertung des Zustandes der Triebwerke. So kann durch rechtzeitige Reparatur ein Ausfall während des Fluges vermieden werden.[53]:57
- Die Liste der Ersatzteile umfasst unter anderem die Klassifizierung, ob das Bauteil ETOPS-zugelassen ist oder nicht, und ob das Bauteil überhaupt ETOPS-relevant ist. Das beeinflusst ebenso die Ersatzteil-Lagerhaltung. Ein nicht-ETOPS-zugelassenes Bauteil darf eingebaut werden, allerdings verliert dann das betroffene Flugzeug seine ETOPS-Zertifizierung, bis das ETOPS-zugelassene Bauteil nachgerüstet wurde.[53]:43
- Bei vielen Zwischenfällen ist die Fluggesellschaft dazu verpflichtet, innerhalb einer gegebenen Frist (z. B. 72 Stunden) an die Luftfahrtbehörde eine Meldung zu erstellen. Gleichzeitig müssen die Fehlerursache gefunden und Gegenmaßnahmen ergriffen werden, damit ein solcher Zwischenfall (aus diesem Grund) nicht erneut passiert. Solche Zwischenfälle umfassen unter anderem: Triebwerksausfälle; Umleitungen (unabhängig von der Ursache) und nachfolgende (Sicherheits-)Landungen auf Flughäfen, die nicht das eigentliche Flugziel waren; Ausfall einer ETOPS-relevanten Komponente sowie Steuerungsausfall der Triebwerke.[53]:47
- Die APU (das Hilfsaggregat) ist eine wichtige Komponente für ETOPS. Es muss sichergestellt werden, dass sie jederzeit, auch unter widrigen Bedingungen, mit 95 % Zuverlässigkeit gestartet werden kann. Dies muss durch regelmäßige Tests belegt werden. Diese Tests müssen protokolliert und der Luftfahrtbehörde gemeldet werden.[53]:50
- Es muss sichergestellt werden, dass Flugzeugkomponenten, die „parallel“ betrieben werden (wie beispielsweise die zwei Triebwerke an einem zweistrahligen Flugzeug), nicht mit „identischen oder ähnlichen Wartungsmaßnahmen“ bearbeitet werden („significant parallel systems are not subject to identical or similar maintenance activities“). Damit soll vermieden werden, dass systematische Fehler an redundanten Systemen zur Folge haben, dass beide Systeme gleichzeitig im Flug ausfallen. Gegenmaßnahmen könnten sein, die Wartung der zwei Triebwerke zu unterschiedlichen Zeiten durchzuführen, sie zwei unterschiedlichen Technikern zuzuweisen oder vollständige Funktionsprüfungen an diese Wartung anschließen zu lassen. Ein solcher Funktionscheck ist Teil des Wartungsprogramms (und damit durch die Luftfahrtbehörde genehmigt). Das Ergebnis muss dokumentiert werden.[53]:75
- Das Wartungspersonal muss für ETOPS spezielle Schulungen durchlaufen. Diese Schulungen sollten in regelmäßigen Abständen, ggf. in aktualisierter Form, wiederholt und/oder vertieft werden.[53]:27
- Die Fluggesellschaft muss die Konfiguration ihrer Flugzeuge berücksichtigen und ist verantwortlich für die korrekte Verwendung ihrer Flotte.[53]:36 In diesem Zusammenhang gab es einen Zwischenfall bei American Airlines, die in ihrer Flotte von Airbus A321 sowohl Maschinen hatte, welche ETOPS-Flüge nach Hawaii durchführen durften, als auch solche, die es nicht durften. Im September 2015 wurde ein Flug mit einem für diese Verbindung nicht zugelassenen Flugzeug durchgeführt. Für den Rückflug musste ein (zugelassenes) Ersatzflugzeug überführt werden, und die nicht zugelassene Maschine musste leer zurückfliegen.[54]

Als die Fluggesellschaften diese strengen Vorgaben für die Wartung umgesetzt haben, konnten sie überraschend hohe Kosteneinsparungen beobachten.:161f Zu dieser Zeit wurden die Kosten für einen Triebwerksausfall während des Fluges auf durchschnittlich 850.000 US-Dollar geschätzt. Ein Drittel der Triebwerksausfälle überstieg die Kosten von einer Million US-Dollar. Die Kosten eines Triebwerksausfalls konnte den Jahresertrag eines Flugzeugs übersteigen.:162  Deshalb haben die Fluggesellschaften diese Wartungsprozeduren auf nicht-ETOPS-Flugzeuge übertragen.:163

### ETOPS für die Flugplanung
Die ETOPS-Regelungen erstrecken sich darüber hinaus auf die Flugplanung und die Durchführung von Flügen. Damit soll sichergestellt werden, dass genügend Sicherheitsreserven bleiben, falls wegen eines Triebwerksausfalls einer der Ausweichflughäfen angeflogen werden muss. Die Regeln geben der Flugplanung eine Hilfe an die Hand, damit alle notwendigen Aspekte berücksichtigt werden und nichts vergessen wird. Das umfasst beispielsweise, die Informationen über das Wetter einzuholen, Ausweichflughäfen auszuwählen und deren Verfügbarkeit zu prüfen, die Flugroute festzulegen,:6 die Piloten zu informieren, was auf diesem Flug in Bezug auf ETOPS zu beachten ist:126 und den Kerosinbedarf zu berechnen.:46 Alle diese Schritte werden im Detail geregelt. Diese Regeln speisen sich unter anderem aus den Erfahrungen der Vergangenheit (insbesondere durch Zwischenfälle), damit vor jedem Flug alle Erfahrungen Berücksichtigung finden.
Details beziehen sich beispielsweise auf die Berechnung der Geschwindigkeit und der damit zurückgelegten Distanz abhängig von den Wetter- und Windbedingungen und die damit verbundene Routenplanung:15ff sowie die Frage, welche Flughäfen als Ausweichflughäfen zur Verfügung stehen und welche Eigenschaften sie haben müssen.:12 :68f Es gibt drei verschiedene Strategien, mit denen ein Ausweichflughafen erreicht werden kann: einerseits für minimierten Kerosinverbrauch, oder das Überfliegen hoher Hindernisse (Hochgebirge), sowie eine spezielle Strategie mit der Bezeichnung „EDTO (Extended Diversion Time Operations) strategy“.:124 Im Voraus wird auch festgelegt, ab welchen Punkten der Route der nächste Ausweichflughafen angeflogen werden sollte, den Equal Time Points (ETP). Diese können sich abhängig von der Windsituation verschieben.:39 Derjenige ETP, für den der größte Kerosinbedarf besteht, ist der Critical Point. Das ist meistens der ETP zum letzten Ausweichflughafen. Für diesen Punkt muss der Kerosinvorrat berechnet werden.:51

## Geschichte

### Bis 1985: Vor-ETOPS-Ära
Bereits 1935 hat das Bureau of Air Commerce (ein Vorläufer der FAA) in den USA Sicherheitsvorschriften für den Flugverkehr erlassen: Nachtflüge über zerklüftetem Gelände durften nur noch von solchen mehrmotorigen Flugzeugen durchgeführt werden, die selbst dann noch flugfähig waren, wenn nur noch ein Triebwerk funktionierte.:114 Ein Jahr später, 1936, wurde schon eine Vorschrift erlassen, die der späteren 60-Minuten-Regel ähnelt: Flugzeuge mit nur zwei kolbenmotorgetriebenen Propellern mussten nachweisen, dass sich auf der Flugroute mindestens alle 100 Meilen ein adäquater Flugplatz befindet.:114 Für Flugzeuge dieser Generation entsprachen 100 Meilen etwa einer Stunde Flugzeit.

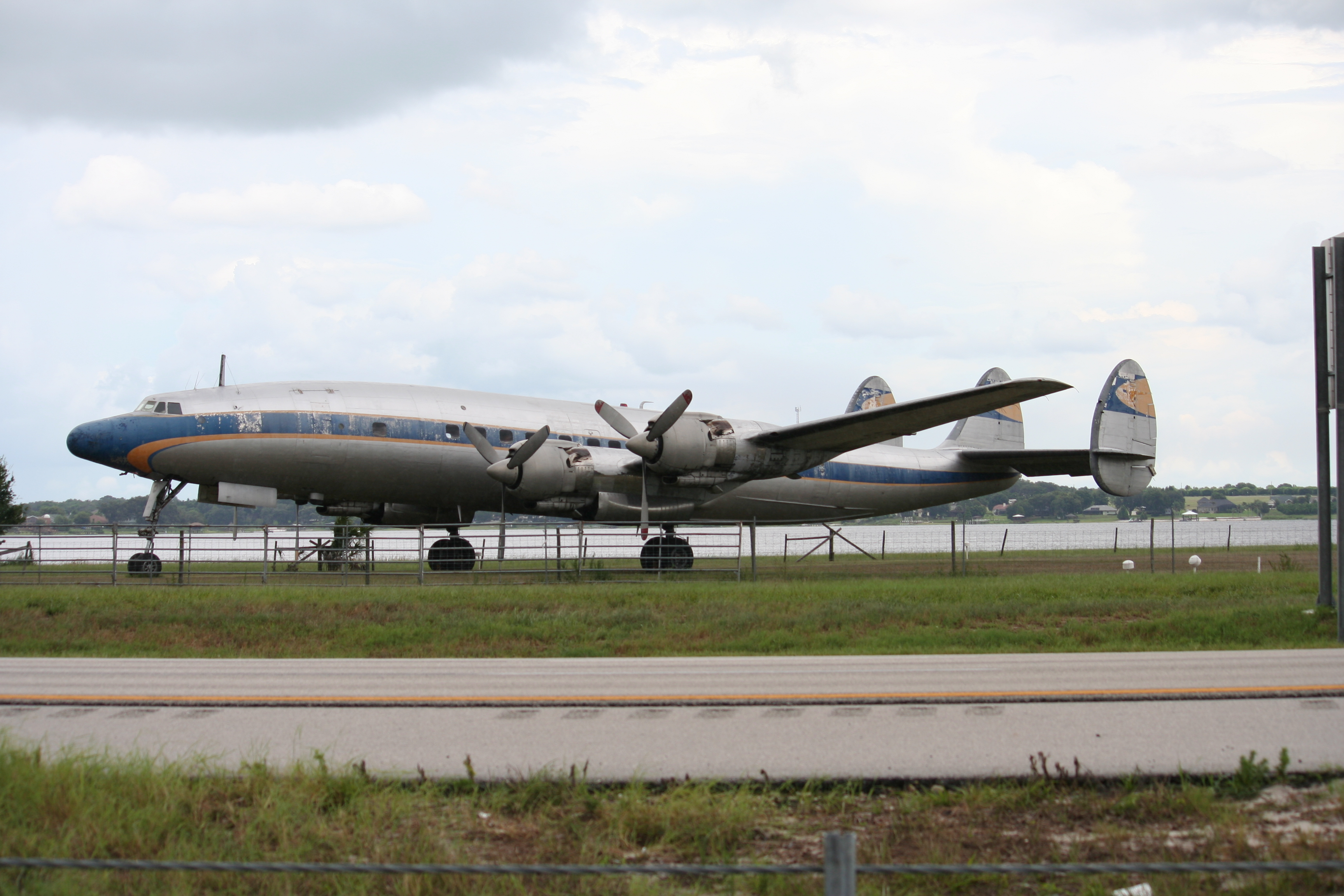
Lockheed Super Constellation

Zu damaliger Zeit wurden alle Flugzeuge von Propellern in Verbindung mit Kolbenmotoren angetrieben. Die Zuverlässigkeit solcher Antriebe war begrenzt, die Ausfallwahrscheinlichkeit hoch. Nach der Entwicklung immer leistungsfähigerer Kolbenmotoren war deutlich geworden, dass die Zuverlässigkeit noch weiter sinkt, je leistungsfähiger die Triebwerke werden. Obwohl sich die Ausfallwahrscheinlichkeiten der Triebwerke bei einem Flugzeug mit mehreren Triebwerken addieren (eine viermotorige Maschine hat die vierfache Ausfallwahrscheinlichkeit eines einzelnen Motors, eine zweimotorige nur eine doppelte), ist die Zuverlässigkeit der viermotorigen Maschine größer.:21
Die Lockheed Super Constellation bekam scherzhaft den Beinamen „beste Dreimotorige der Welt“, da sie oft mit nur drei funktionsfähigen Motoren landete, weil einer von den vier installierten Motoren während des Fluges ausgefallen war. Außerdem sind einige schwere Flugunfälle zu der Zeit auf mehrfache Triebwerksausfälle zurückzuführen, z. B. der Flying-Tiger-Line-Flug 923, bei dem drei von vier Triebwerken während eines Fluges ausgefallen waren und die Maschine im Atlantik notwassern musste, oder Pan-Am-Flug 6, der im Pazifik notlanden musste und von dessen Notwasserung sogar Filmaufnahmen der United States Coast Guard existieren.
Aus diesem Grund wurde 1953 von der FAA die Regel aufgestellt, dass für Flugzeuge mit weniger als vier Triebwerken die Flugrouten so gewählt werden müssen, dass zu jedem Zeitpunkt des Fluges ein Ausweichflughafen innerhalb von 60 Minuten mit entsprechend reduzierter Leistung erreicht werden kann. Damit wurden zwei- und dreimotorige Flugzeuge für (damalige) Langstreckenflüge von viermotorigen Maschinen verdrängt.:116f.
Ebenfalls 1953 hat die ICAO eine Empfehlung herausgegeben, die für alle Flugzeuge eine maximale Entfernungszeit von 90 Minuten festgelegt hatte. Dabei konnte eine Ausnahme gemacht werden, wenn das Flugzeug mit zwei ausgefallenen Triebwerken noch eine bestimmte Leistungsfähigkeit hatte. Diese Ausnahmeregelung konnte für Flugzeuge mit insgesamt zwei Triebwerken folglich nicht in Anspruch genommen werden.:117
Mit der Einführung strahlgetriebener Flugzeuge hat sich die Zuverlässigkeit der Luftfahrt deutlich verbessert. Den neuen vierstrahligen Quad-Jets wie Boeing 707 wurden die Einschränkungen angesichts der Zuverlässigkeit der Turbinen erlassen, so dass die Flüge kaum noch sicherheitsbedingte Umwege nehmen mussten und ihre große Reichweite auch kommerziell ausnutzen konnten. Den kleineren zweistrahligen Twin-Jets wie Boeing 737 mit sowieso kleinerer Reichweite war dies noch verwehrt. 
Obwohl im Transatlantikverkehr das Verkehrsaufkommen erheblich gestiegen ist, ist die Gesamtanzahl der Flugunfälle gesunken. Dabei war zu beobachten, dass sich die Rate, mit der die Flugunfälle gesunken sind, proportional zur Einführung strahlgetriebener Flugzeuge verhielt.:120 Darüber hinaus ist bei Strahltriebwerken die Zuverlässigkeit nicht abhängig von der installierten Leistung.:24

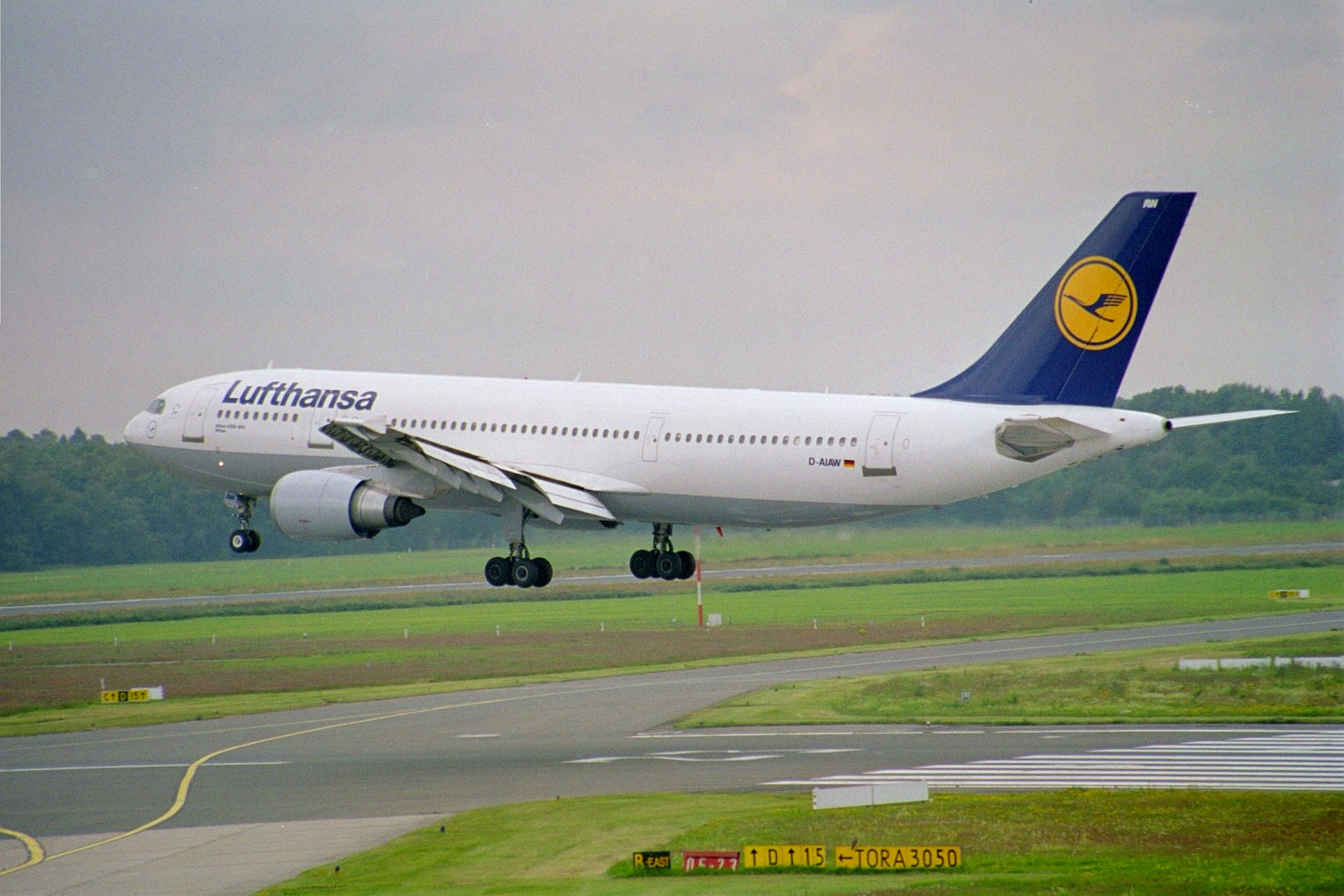
Airbus A300

Die FAA hat 1964 dreistrahlige Jets von der 60-Minuten-Regelung ausgenommen.:50 Dreistrahler konnten damit eine beliebige Route wählen und brauchten keine Höchstabstände zu Ausweichflughäfen mehr einzuhalten. Auslöser waren die guten Erfahrungen mit der gerade neu zugelassenen Boeing 727, der in der Analyse ähnlich gute Zuverlässigkeit bescheinigt wurde wie vierstrahligen Maschinen. Die Dreistrahler Lockheed TriStar und Douglas DC-10 sind von dieser Freigabe inspiriert worden.:122
Nach der Zulassung des Airbus A300 in der Variante A300B2 am 15. März 1974 gab es den ersten zweistrahligen Jet, der mit Triebwerken mit hohem Nebenstromverhältnis ausgestattet war. Für drei- und vierstrahlige Jets gab es zu dieser Zeit keinerlei Unterschiede zwischen US- und anderen Fluggesellschaften, aber für die A300 galt: außerhalb der USA konnte dieser Jet nach der ICAO-90-Minuten-Regel fliegen, US-Gesellschaften waren an die 60-Minuten-Regel der FAA gebunden. Deshalb haben die US-Fluggesellschaften Druck auf die FAA ausgeübt, diese Regeln für die A300 zu lockern, um wettbewerbsfähig bleiben zu können. Deshalb wurde der A300 von der FAA 1977 zunächst ein Bonus von 15 Minuten für den Karibikraum gegeben, was heute einer regional begrenzten ETOPS-75-Regel entsprechen würde.:127f Die hohe Zuverlässigkeit der A300-Triebwerke ließ dies ohne Sicherheitseinbußen zu.

### 1985 bis 2007: ETOPS für Flugzeugtypen mit zwei Triebwerken

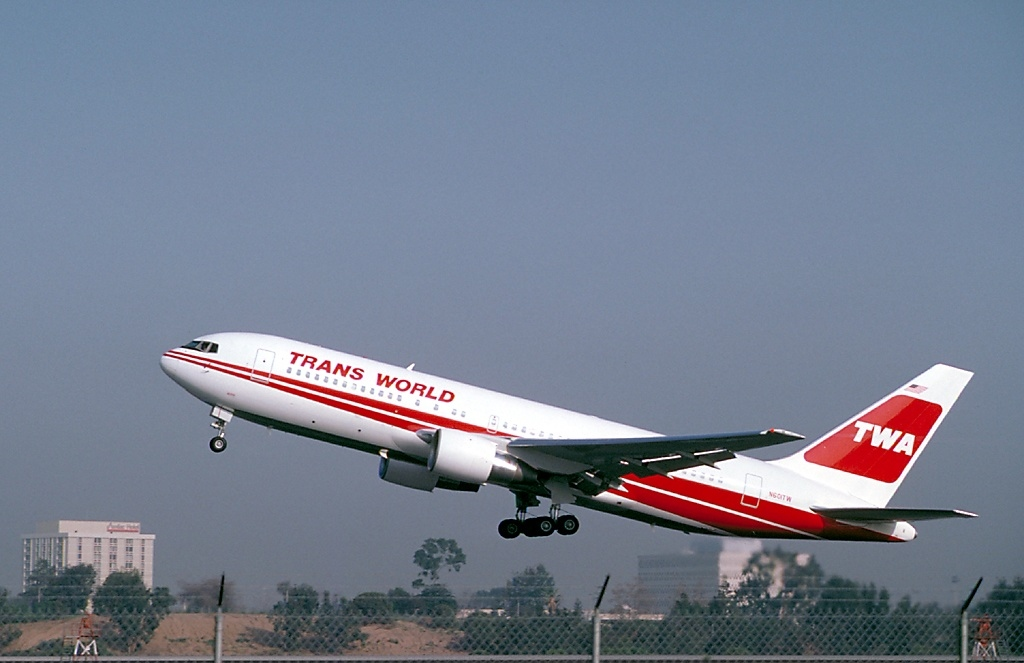
Eine Boeing 767-200ER der TWA startet am Flughafen Los Angeles

Nach dem Erfolg der A300 entwickelte Boeing die Typen 757 und 767, die im Interesse der Wirtschaftlichkeit ebenfalls zweistrahlig ausgelegt wurden. Besonders für den verkehrsstarken Transatlantikdienst konnten mit diesen Flugzeugen mehr Direktverbindungen zu niedrigeren Betriebskosten (als mit einem Jumbo Jet) angeboten werden.:130 Boeing hat sich daraufhin ab dem Jahr 1980 für eine Lockerung der 60-Minuten-Regel für Zweistrahler bei der FAA starkgemacht. Nachdem in den folgenden Jahren kein Unfall durch Triebwerksausfall beobachtet wurde, stattdessen alle Unfälle auf andere Gründe zurückzuführen waren, wurde die Triebwerkszuverlässigkeit moderner Mantelstromtriebwerke als ausreichend erachtet und 1985 die ersten ETOPS-Zulassungen erteilt. Sogar Statistiken über militärische Flüge mit zweistrahligen Maschinen wurden in die Betrachtungen einbezogen.:131f Zunächst wurden Zulassungen bis maximal 120 Minuten erteilt.
Der erste Flug nach ETOPS-Regeln erfolgte am 1. Februar 1985 durch die TWA mit einer Boeing 767 von Boston nach Paris.
In den Folgejahren wurde die Zuverlässigkeit der Triebwerke gemessen und analysiert. Aus diesen Erfahrungswerten konnte ab 1988 der Grenzwert für einige Flugzeugtypen und Triebwerke auf 180 Minuten angehoben werden.
Im Jahr 2002 hat Airbus auf der Luftfahrtmesse in Farnborough am Ende der Startbahn ein Werbebanner installieren lassen mit der Aufschrift: „4 engines 4 long-haul“ (dt.: vier Triebwerke für Langstreckenflüge), um den Airbus A340 anzupreisen. Die A340 ist mit vier Triebwerken ausgestattet und damit von Einschränkungen bei der Routenplanung befreit; der Konkurrent Boeing hatte mit der Boeing 777 ein wirtschaftlicheres Flugzeug im Angebot, das mit nur zwei Triebwerken ausgestattet ist. Diesen Werbespruch hat die Virgin Atlantic Airways übernommen und auf alle ihre Flugzeuge geschrieben, da diese Fluggesellschaft zu dieser Zeit ausschließlich vierstrahlige Maschinen betrieb und sie ausschließlich im Langstreckendienst einsetzte. Nachdem Virgin Atlantic die ersten zweistrahligen Maschinen bestellt hatte, wurde 2007 dieser Spruch von den Flugzeugen entfernt.

### 2007 bis jetzt: ETOPS für alle Flugzeuge
Die FAA hat 2007 ihre ETOPS-Regularien grundlegend überarbeitet. Seitdem sind alle turbinengetriebenen Flugzeugtypen in das ETOPS-System einbezogen, unabhängig von der Zahl ihrer Triebwerke. Grund dafür ist, dass die Zuverlässigkeit der Triebwerke nicht von ihrer Leistung abhängt und deshalb zweistrahlige Maschinen nicht weniger zuverlässig sind als Vierstrahler. Vielmehr ist die Wahrscheinlichkeit eines einzelnen Triebwerksausfalls bei vier Triebwerken doppelt so hoch wie bei zwei. Damit müssen nun Flugzeuge mit vier Triebwerken ebenfalls eine ETOPS-Zertifizierung anstreben.
Der Airbus A380, der neueste vierstrahlige Flugzeugtyp von Airbus, hatte seinen Erstflug am 27. April 2005 und seine Zulassung am 12. Dezember 2006 und fällt damit nicht unter die ETOPS-Regelung. Der erste Flugzeugtyp mit vier Triebwerken, für den eine ETOPS-Zertifizierung erforderlich wurde, war die Boeing 747-8, die ihren Erstflug am 8. Februar 2010 hatte und für die die Zulassung am 19. August 2011 erfolgte.
2009 hat die EASA dem Airbus A330 die ETOPS-Zertifizierung von „beyond 180 minutes“ (mehr als 180 Minuten) erteilt. Damit war die A330 der erste Flugzeugtyp, der diese Grenze überschritten hat.

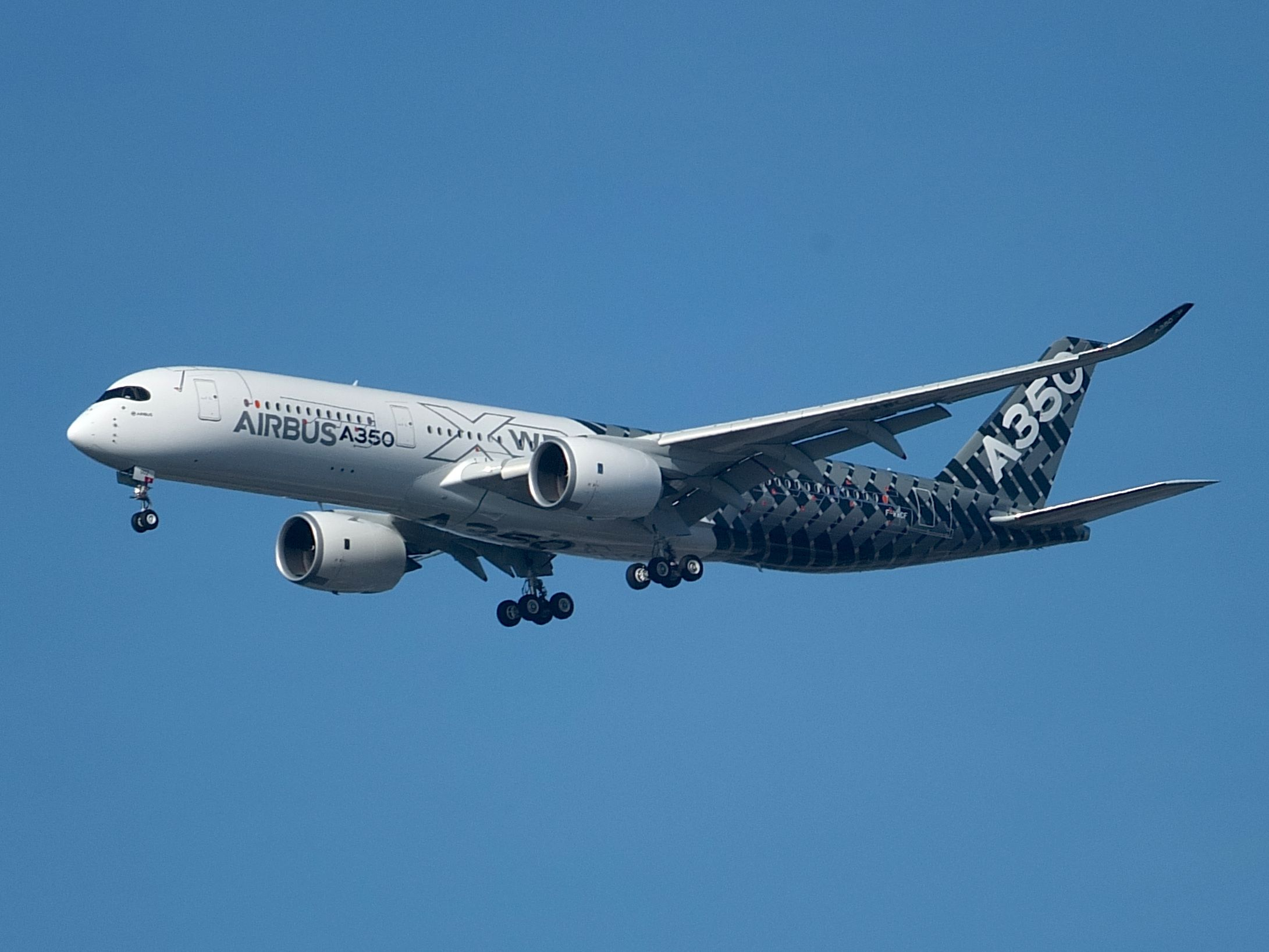
Airbus A350

Die ICAO hat ihrerseits ihre ETOPS-Regelungen 2012 grundlegend überarbeitet. Dabei erfolgte eine Umbenennung in EDTO. Die ICAO hat (so wie die FAA fünf Jahre zuvor) die Regelungen auf drei- und vierstrahlige Flugzeugtypen ausgeweitet. Allerdings wird von der ICAO nach wie vor keine Zertifizierung für vierstrahlige Flugzeugtypen verlangt, nur das Feuerunterdrückungssystem wird betrachtet und davon die ETOPS-Zeitgrenze abgeleitet.:86f
Nach der Indienststellung am 26. Oktober 2011 hatte die Boeing 787 zunächst eine ETOPS-Zulassung von 330 Minuten bekommen. Nachdem sich während des Linienbetriebs mehrere schwerwiegende Pannen ereignet hatten, hat die FAA diesen Flugzeugtyp am 16. Januar 2013 mit einem Flugverbot belegt. Als dieses im April 2013 wieder aufgehoben war, wurde eine deutlich niedrigere ETOPS-Zulassung von 180 Minuten ausgesprochen. Erst im Mai 2014, also mehr als ein Jahr später, hat die FAA die ursprüngliche Zertifizierung von 330 Minuten wieder in Kraft gesetzt.
Mit der Zulassung des Airbus A350 im Januar 2015 wollte Airbus ursprünglich eine ETOPS-Zulassung von 420 Minuten erreichen. Dieses Bestreben wurde später jedoch fallen gelassen. Die A350 hat eine Zulassung von 370 Minuten (sechs Stunden zehn Minuten) bekommen, was immer noch der bislang höchste Wert ist und nur noch sehr wenig Einschränkungen auf dem Globus bedeutet, solange alle Ausweichflughäfen offen sind.
Im August 2017 hat ein Team von Testpiloten während eines 18-stündigen ETOPS-Zertifizierungsfluges für das neue Trent 1000-TEN-Triebwerk die Silhouette eines Dreamliner-Flugzeugs über den ganzen nordamerikanischen Kontinent „an den Himmel gemalt“. Solche speziellen Flugrouten lassen sich gut auf Flighttracker-Apps wie Flightradar24 nachverfolgen.

## Kritik
Die Unfalluntersuchungsbehörde von Finnland kritisiert, dass manche ETOPS-Zeiten nun schon fünf Stunden betragen, jedoch der Stimmenrekorder nach wie vor nur zwei Stunden aufzeichnet. Das heißt, nach einem Zwischenfall, der unter Ausnutzung der ETOPS-Zeit mit einer erfolgreichen Landung auf einem Ausweichflughafen abgeschlossen wird, kann die Ursache für den Zwischenfall nicht mehr im Stimmenrekorder nachvollzogen werden.
Die Organisation für die Fluggastrechte in den USA FlyersRights.org kritisiert die lange ETOPS-Zulassung der Boeing 787 und fordert, diese auf ETOPS-120 zu begrenzen. Als Argument wird die große Anzahl schwerer Zwischenfälle während der Zulassungsphase und zu Beginn des kommerziellen Betriebs mit Fluggästen angeführt.

### Primärquellen
ICAO
- Annex 6 – Operation of Aircraft vom Juli 2010 (PDF; 1,4 MiB)
- Annex 8 – Airworthiness of Aircraft vom Juli 2010 (PDF; 631 KiB)

EASA
- AMC 20-6 rev. 2 Annex II to ED Decision 2010/012/R (PDF; 328 KiB)

FAA
- 14 CFR Part 121 – OPERATING REQUIREMENTS: DOMESTIC, FLAG, AND SUPPLEMENTAL OPERATIONS
- 14 CFR Part 135 – OPERATING REQUIREMENTS: COMMUTER AND ON DEMAND OPERATIONS AND RULES GOVERNING PERSONS ON BOARD SUCH AIRCRAFT

### Zusammenfassungen
- J. Angelo DeSantis: Engines Turn or Passengers Swim: A Case Study of How ETOPS Improved Both Safety and Economics in Aviation. (PDF; 530 KiB) University of California, Davis – School of Law, 21. November 2013, abgerufen am 14. Januar 2017 (englisch).
- Overview of new ETOPS / LROPS / EDTO rules. (PDF; 4822 KiB) Airbus, 21. Oktober 2011, archiviert vom Original am 4. Februar 2017; abgerufen am 17. Januar 2017 (englisch).
- SAM Workshop on Extended Diversion Time Operations (EDTO). ICAO, 30. September 2014, abgerufen am 10. Juli 2017 (englisch).
- Mike Mock: ETOPS Flight Operations Overview. (PDF; 16,7 MiB) aviationenglish.club, abgerufen am 4. Februar 2017 (englisch).